# Sông Đồng Nai
Der Đồng Nai (Sông Đồng Nai) ist nach dem Mekong der zweitwichtigste Fluss des südlichen Vietnams. Er entspringt im zentralen Hochland, fließt durch die Südostregion und mündet bei Ho-Chi-Minh-Stadt östlich des Mekongdeltas ins Südchinesische Meer. Mit einer Länge von 586 km ist er – bezogen nur auf den Verlauf innerhalb des Staatsgebiets – noch vor dem Roten Fluss der längste Fluss des Landes. Er wird durch Wasserkraftwerke mehrfach gestaut und spielt somit eine wichtige Rolle für die Energiegewinnung als auch für die Wasserversorgung Vietnams.
Der Fluss entsteht im Zentrum der Provinz Lâm Đồng, nahe der Pongour-Wasserfälle, durch den Zusammenfluss der Quellflüsse Đạ Đưng (auch Đa Dâng) und Đa Nhim. Beide entspringen weiter nördlich in der Gegend um Đà Lạt, wobei der Đạ Đưng westlich und der Đa Nhim östlich der Stadt verläuft.
Im weiteren Verlauf bildet der Đồng Nai die Grenze zu den Provinzen Đắk Nông und Bình Phước, danach fließt er durch die nach ihm benannte Provinz Đồng Nai. Abschnittsweise bildet er auch die Grenze des Nationalparks Cát Tiên. Er wird in seinem nördlichen Abschnitt dreimal aufgestaut und erzeugt hier den Stausee Hồ Tà Đùng, sowie ein weiteres Mal im Süden, wo er den Stausee Hồ Trị An bildet.

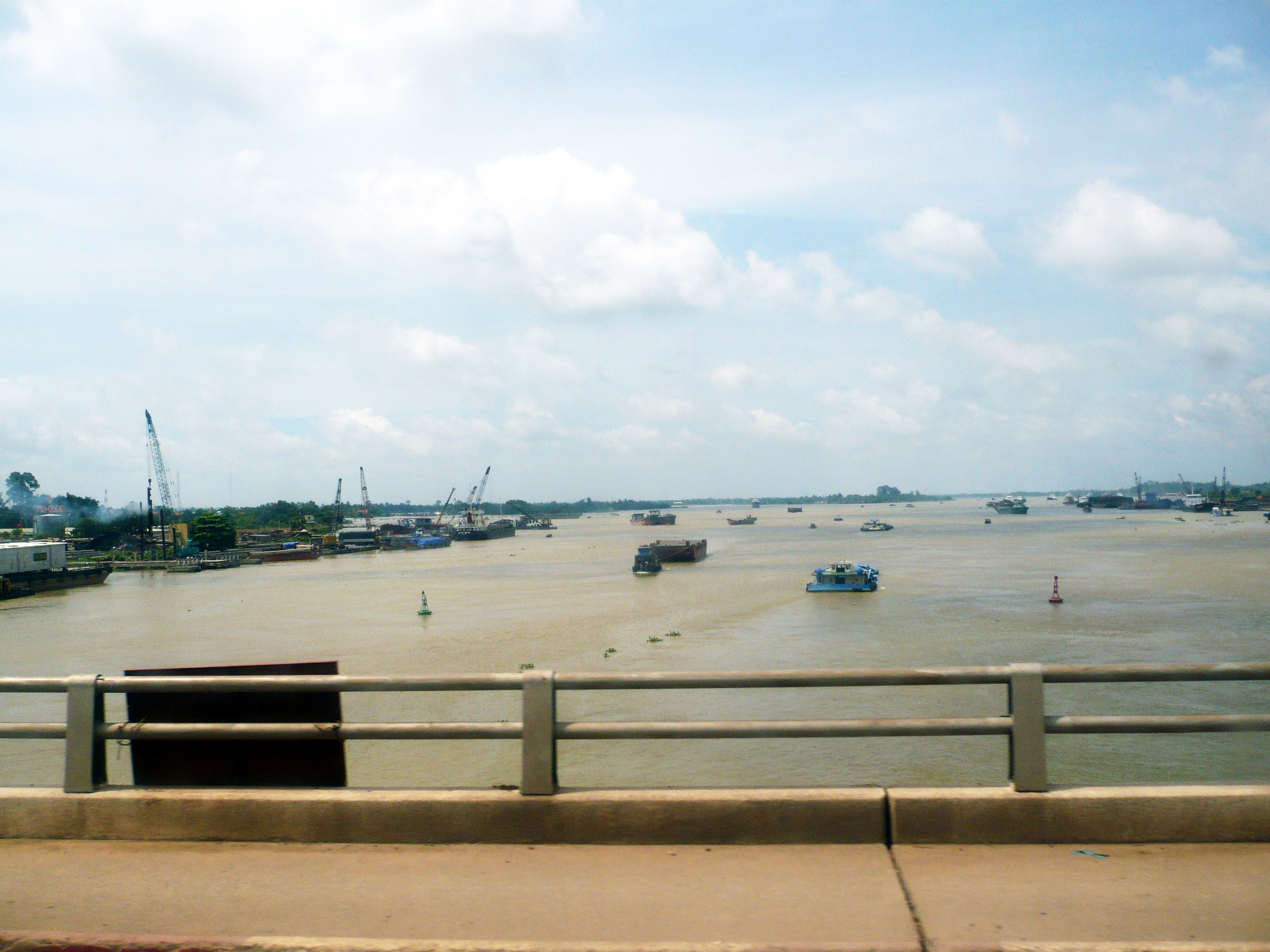
Blick von der Đồng-Nai-Brücke bei Biên Hòa (2009)

In seinem Unterlauf verläuft der Đồng Nai entlang der Grenze zur Provinz Bình Dương, bevor er – stark verbreitert – die Großstadt Biên Hòa und damit den Ballungsraum Ho-Chi-Minh-Stadt erreicht. Hier überqueren mehrere große Brücken den Fluss (Cầu Hóa An, Cầu Ghềnh, Cầu Bửu Hòa, Cầu Đồng Nai, Cầu Long Thành). Die erste Brücke an dieser Stelle, ein Entwurf Gustave Eiffels, wurde bereits von 1901 bis 1904 während der französischen Kolonialherrschaft errichtet; sie stürzte nach einer Kollision im März 2016 ein.
Nach Biên Hòa verläuft der Đồng Nai östlich von Ho-Chi-Minh-Stadt, bevor südlich der Kernstadt der Saigon-Fluss in ihn einmündet. Ab dieser Stelle wird er als Sông Nhà Bè bezeichnet. Knapp 10 Flusskilometer weiter südlich teilt sich der Fluss in zwei Mündungsarme auf: Der Soài Rạp (Soirap) im Westen und der Lòng Tàu (oder Lòng Tảo) im Osten. Letzterer spaltet sich noch weiter auf und bildet so, zusammen mit dem benachbarten Fluss Thị Vải, das Mangrovensumpfgebiet Cần Giờ (Rừng Sác). Der westliche Arm Sông Soài Rạp stellt in seinem restlichen Verlauf die Grenze zu den Provinzen Long An und Tiền Giang dar. Kurz vor seiner Mündung ins Südchinesische Meer gehen noch der Cần Giuộc und der Vaico in ihm auf. An dieser Stelle befindet sich am westlichen Ufer die ehemals französische Küstenfestung Rạch Cát.
Am Đồng Nai/Nhà Bè liegen drei größere Hafenanlagen: Der Dong Nai Port im Stadtteil Long Bình Tân von Biên Hòa, der Hafen Cát Lái kurz vor der Einmündung des Saigonflusses, sowie der neue Hafen Hiệp Phước am Soài Rạp im Delta. Der Soài Rạp soll weiter ausgebaggert werden, um in Zukunft auch schweren Frachtschiffen den Zugang zum Hiệp-Phước-Hafen zu ermöglichen.
Aufgrund der hohen Industriekonzentration in der Region und dem Mangel an Kläranlagen gilt der Unterlauf als stark verschmutzt.